# Списак округа Канзаса
У савезној држави Канзас постоји 105 округа, што Канзас чини шестом савезном државом САД по броју округа. Све аутомобилске таблице издате у Канзасу садрже скраћеницу која означава општину у којој је возило регистровано. Ниједан округ у Канзасу у свом имену нема две речи. Округ Вајандот и град Канзас Сити имају заједничку владу, а округ Гринли и град Трибјун су у поступку успостављања сличног система управљања.

## ФИПС код
Савезни стандард за обраду информација (ФИПС) код који користи Влада Сједињених Држава да јединствено одреди округе је дат уз сваки округ. ФИПС кодови имају пет цифара, а за Канзас кодови почињу цифрама 20 које прати троцифрена ознака округа. ФИПС код за сваки округ у табели представља везу ка пописним подацима за тај округ.

## Списак округа
| Округ            | ФИПС код &#13; | Седиште округа &#13; | Настао &#13; | Формиран из &#13;                                                           | Добио име по | Код округа | Становништво | Површина  | Мапа |
| ---------------- | -------------- | -------------------- | ------------ | --------------------------------------------------------------------------- | --- | ---------- | ------------ | --------- | --- |
| Округ Ален       | 001            | Ајола                | 1855         | Један од првобитних 36 округа.                                              | Вилијаму Алену, сенатору из Охаја и важном поборнику ширења на запад.                                                                                                 | AL         | 14.385       | 1.303 km2 | [[Слика:Map of Kansas highlighting Allen County.svg\|150px\|alt={{{Alt\|Мапа државе са истакнутим округом Ален.\|Мапа државе са истакнутим округом Ален.]]                    |
| Округ Андерсон   | 003            | Гарнет               | 1855         | Један од првобитних 36 округа.                                              | Џозефу Андерсону, заговорнику робовласништва током периода „Крвавог Канзаса“.                                                                                         | AN         | 8.110        | 1.510 km2 | [[Слика:Map of Kansas highlighting Anderson County.svg\|150px\|alt={{{Alt\|Мапа државе са истакнутим округом Андерсон.\|Мапа државе са истакнутим округом Андерсон.]]         |
| Округ Ачисон     | 005            | Ачисон               | 1855         | Један од првобитних 36 округа.                                              | Дејвиду Рајсу Ачисону, сенатору из Мисурија, и заговорнику робовласништва током периода „Крвавог Канзаса“.                                                            | AT         | 16.774       | 1.119 km2 | [[Слика:Map of Kansas highlighting Atchison County.svg\|150px\|alt={{{Alt\|Мапа државе са истакнутим округом Ачисон.\|Мапа државе са истакнутим округом Ачисон.]]             |
| Округ Барбер     | 007            | Медисин Лоџ          | 1867         | неорганизоване територије                                                   | Томасу В. Барберу, познатом заговорнику укидања робовласништва. | BA         | 5.307        | 2.937 km2 | [[Слика:Map of Kansas highlighting Barber County.svg\|150px\|alt={{{Alt\|Мапа државе са истакнутим округом Барбер.\|Мапа државе са истакнутим округом Барбер.]]               |
| Округ Бартон     | 009            | Грејт Бенд           | 1867         | неорганизоване територије                                                   | Клари Бартон, оснивачу Америчког црвеног крста. | BT         | 28.205       | 2.315 km2 | [[Слика:Map of Kansas highlighting Barton County.svg\|150px\|alt={{{Alt\|Мапа државе са истакнутим округом Бартон.\|Мапа државе са истакнутим округом Бартон.]]               |
| Округ Бурбон     | 011            | Форт Скот            | 1855         | Један од првобитних 36 округа.                                              | округу Бурбон, Кентаки, одакле је дошао велики број првобитних досељеника.                                                                                            | BB         | 15.379       | 1.650 km2 | [[Слика:Map of Kansas highlighting Bourbon County.svg\|150px\|alt={{{Alt\|Мапа државе са истакнутим округом Бурбон.\|Мапа државе са истакнутим округом Бурбон.]]              |
| Округ Браун      | 013            | Хајавата             | 1855         | Један од првобитних 36 округа. (раније округ Браун (Browne) док је сада Браун (Brown)) | Алберту Галатину Брауну, сенатору из Мисисипија и заговорнику државности Канзаса.                                                                                     | BR         | 10.724       | 1.479 km2 | [[Слика:Map of Kansas highlighting Brown County.svg\|150px\|alt={{{Alt\|Мапа државе са истакнутим округом Браун.\|Мапа државе са истакнутим округом Браун.]]                  |
| Округ Батлер     | 015            | Ел Дорејдо           | 1855         | Један од првобитних 36 округа.                                              | Ендруу Пикенсу Батлеру, сенатору из Јужне Каролине и заговорнику државности Канзаса.                                                                                  | BU         | 59.482       | 3.699 km2 | [[Слика:Map of Kansas highlighting Butler County.svg\|150px\|alt={{{Alt\|Мапа државе са истакнутим округом Батлер.\|Мапа државе са истакнутим округом Батлер.]]               |
| Округ Чејс       | 017            | Котонвуд Фолс        | 1859         | округа Батлер и Вајз                                                        | Салмону Портланду Чејсу, сенатору из Охаја и заговорнику државности Канзаса.                                                                                          | CS         | 3.030        | 2.010 km2 | [[Слика:Map of Kansas highlighting Chase County.svg\|150px\|alt={{{Alt\|Мапа државе са истакнутим округом Чејс.\|Мапа државе са истакнутим округом Чејс.]]                    |
| Округ Шатоква    | 019            | Седан                | 1875         | округа Хауард                                                               | округу Шатоква, Њујорк, одакле су дошли многи рани досељеници. | CQ         | 4.359        | 1.663 km2 | [[Слика:Map of Kansas highlighting Chautauqua County.svg\|150px\|alt={{{Alt\|Мапа државе са истакнутим округом Шатоква.\|Мапа државе са истакнутим округом Шатоква.]]         |
| Округ Чероки     | 021            | Коламбус             | 1855         | Један од првобитних 36 округа. (раније Округ Макги)                         | домородачком племену Чероки, чије су се територије налазиле у близини.                                                                                                | CK         | 22.605       | 1.520 km2 | [[Слика:Map of Kansas highlighting Cherokee County.svg\|150px\|alt={{{Alt\|Мапа државе са истакнутим округом Чероки.\|Мапа државе са истакнутим округом Чероки.]]             |
| Округ Шајен      | 023            | Сент Франсис         | 1873         | неорганизоване територије                                                   | домородачком племену Чејен, које је живело у овој области. | CN         | 3.165        | 2.642 km2 | [[Слика:Map of Kansas highlighting Cheyenne County.svg\|150px\|alt={{{Alt\|Мапа државе са истакнутим округом Шајен.\|Мапа државе са истакнутим округом Шајен.]]               |
| Округ Кларк      | 025            | Ешланд               | 1885         | округа Форд                                                                 | Чарлсу Ф. Кларку, капетану у 6. добровољачком коњичком пуку Канзаса за време Грађанског рата.                                                                         | CA         | 2.390        | 2.525 km2 | [[Слика:Map of Kansas highlighting Clark County.svg\|150px\|alt={{{Alt\|Мапа државе са истакнутим округом Кларк.\|Мапа државе са истакнутим округом Кларк.]]                  |
| Округ Клеј       | 027            | Клеј Сентер          | 1857         | неорганизоване територије                                                   | Хенрију Клеју, утицајном сенатору из Кентакија | CY         | 8.822        | 1.668 km2 | [[Слика:Map of Kansas highlighting Clay County.svg\|150px\|alt={{{Alt\|Мапа државе са истакнутим округом Клеј.\|Мапа државе са истакнутим округом Клеј.]]                     |
| Округ Клауд      | 029            | Конкордија           | 1866         | Вашингтона (раније округ Ширли)                                             | Вилијаму Ф. Клауду, северњачком генералу током Грађанског рата који се углавном борио у Канзасу и Мисурију.                                                           | CD         | 10.268       | 1.854 km2 | [[Слика:Map of Kansas highlighting Cloud County.svg\|150px\|alt={{{Alt\|Мапа државе са истакнутим округом Клауд.\|Мапа државе са истакнутим округом Клауд.]]                  |
| Округ Кофи       | 031            | Берлингтон           | 1855         | Један од првобитних 36 округа.                                              | Озберију М. Кофију, заговорнику укидања робовласништва током „Крвавог Канзаса“.                                                                                       | CF         | 8.865        | 1.632 km2 | [[Слика:Map of Kansas highlighting Coffey County.svg\|150px\|alt={{{Alt\|Мапа државе са истакнутим округом Кофи.\|Мапа државе са истакнутим округом Кофи.]]                   |
| Округ Команчи    | 033            | Колдвотер            | 1867         | неорганизоване територије                                                   | домородачком племену Команчи, које је живело у овој области. | CM         | 1.967        | 2.041 km2 | [[Слика:Map of Kansas highlighting Comanche County.svg\|150px\|alt={{{Alt\|Мапа државе са истакнутим округом Команчи.\|Мапа државе са истакнутим округом Команчи.]]           |
| Округ Каули      | 035            | Винфилд              | 1867         | округа Батлер                                                               | Метјуу Р. Каулију, северњачком поручнику и хероју Грађанског рата. | CL         | 36.291       | 2.916 km2 | [[Слика:Map of Kansas highlighting Cowley County.svg\|150px\|alt={{{Alt\|Мапа државе са истакнутим округом Каули.\|Мапа државе са истакнутим округом Каули.]]                 |
| Округ Крофорд    | 037            | Џирард               | 1867         | округа Бурбон и Чероки                                                      | Самјуелу Џ. Крофорду, трећем гувернеру Канзаса. | CR         | 38.242       | 1.536 km2 | [[Слика:Map of Kansas highlighting Crawford County.svg\|150px\|alt={{{Alt\|Мапа државе са истакнутим округом Крофорд.\|Мапа државе са истакнутим округом Крофорд.]]           |
| Округ Декејтур   | 039            | Оберлин              | 1873         | неорганизоване територије                                                   | Стивену Декејтуру, морнаричком комодору и хероју Англоамеричког рата.                                                                                                 | DC         | 3.472        | 2.315 km2 | [[Слика:Map of Kansas highlighting Decatur County.svg\|150px\|alt={{{Alt\|Мапа државе са истакнутим округом Декејтур.\|Мапа државе са истакнутим округом Декејтур.]]          |
| Округ Дикинсон   | 041            | Абилин               | 1857         | неорганизоване територије                                                   | Данијелу Стивенсу Дикинсону, сенатору из Њујорка и заговорнику државности Канзаса.                                                                                    | DK         | 19.344       | 2.196 km2 | [[Слика:Map of Kansas highlighting Dickinson County.svg\|150px\|alt={{{Alt\|Мапа државе са истакнутим округом Дикинсон.\|Мапа државе са истакнутим округом Дикинсон.]]        |
| Округ Донифан    | 043            | Трој                 | 1855         | Један од првобитних 36 округа.                                              | Александеру Вилијаму Донифану, хероју Мексичко-америчког рата и заговорнику робовласништва током „Крвавог Канзаса“.                                                   | DP         | 8.249        | 1.015 km2 | [[Слика:Map of Kansas highlighting Doniphan County.svg\|150px\|alt={{{Alt\|Мапа државе са истакнутим округом Донифан.\|Мапа државе са истакнутим округом Донифан.]]           |
| Округ Даглас     | 045            | Лоренс               | 1855         | Један од првобитних 36 округа.                                              | Стивену Арнолду Дагласу, сенатору из Илиноиса. | DG         | 99.962       | 1.184 km2 | [[Слика:Map of Kansas highlighting Douglas County.svg\|150px\|alt={{{Alt\|Мапа државе са истакнутим округом Даглас.\|Мапа државе са истакнутим округом Даглас.]]              |
| Округ Едвардс    | 047            | Кинзли               | 1874         | икруга Кајова                                                               | Џону Х. Едвардсу, сенатору у Државном сенату Канзаса који се залагао за оснивање овог округа.                                                                         | ED         | 3.449        | 1.611 km2 | [[Слика:Map of Kansas highlighting Edwards County.svg\|150px\|alt={{{Alt\|Мапа државе са истакнутим округом Едвардс.\|Мапа државе са истакнутим округом Едвардс.]]            |
| Округ Елк        | 049            | Хауард               | 1875         | округа Хауард                                                               | реци Елк, која извире у округу. | EK         | 3.261        | 1.678 km2 | [[Слика:Map of Kansas highlighting Elk County.svg\|150px\|alt={{{Alt\|Мапа државе са истакнутим округом Елк.\|Мапа државе са истакнутим округом Елк.]]                        |
| Округ Елис       | 051            | Хејс                 | 1867         | неорганизоване територије                                                   | Џорџу Елису, северњачком поручнику и хероју Грађанског рата. | EL         | 27.507       | 2.331 km2 | [[Слика:Map of Kansas highlighting Ellis County.svg\|150px\|alt={{{Alt\|Мапа државе са истакнутим округом Елис.\|Мапа државе са истакнутим округом Елис.]]                    |
| Округ Елсворт    | 053            | Елсворт              | 1867         | неорганизоване територије                                                   | Форт Елсворту, северњачкој испостави у овој области током Грађанског рата.                                                                                            | EW         | 6.525        | 1.854 km2 | [[Слика:Map of Kansas highlighting Ellsworth County.svg\|150px\|alt={{{Alt\|Мапа државе са истакнутим округом Елсворт.\|Мапа државе са истакнутим округом Елсворт.]]          |
| Округ Фини       | 055            | Гарден Сити          | 1883         | округа Арапахо, Грант, Керни и Секвоја                                      | Дејвиду В. Финију, десетом заменику гувернера Канзаса. | FI         | 40.523       | 3.367 km2 | [[Слика:Map of Kansas highlighting Finney County.svg\|150px\|alt={{{Alt\|Мапа државе са истакнутим округом Фини.\|Мапа државе са истакнутим округом Фини.]]                   |
| Округ Форд       | 057            | Даџ Сити             | 1867         | неорганизоване територије                                                   | Џејмсу Х. Форду, северњачком генералу током Грађанског рата који се углавном борио у Канзасу и Мисурију.                                                              | FO         | 32.458       | 2.846 km2 | [[Слика:Map of Kansas highlighting Ford County.svg\|150px\|alt={{{Alt\|Мапа државе са истакнутим округом Форд.\|Мапа државе са истакнутим округом Форд.]]                     |
| Округ Френклин   | 059            | Отава                | 1855         | Један од првобитних 36 округа.                                              | Бенџамину Френклину, говорнику, писцу, учењаку и једном од оснивача Сједињених Држава.                                                                                | FR         | 24.784       | 1.487 km2 | [[Слика:Map of Kansas highlighting Franklin County.svg\|150px\|alt={{{Alt\|Мапа државе са истакнутим округом Френклин.\|Мапа државе са истакнутим округом Френклин.]]         |
| Округ Гири       | 061            | Џанкшон Сити         | 1855         | Један од првобитних 36 округа. (раније округ Дејвис)                        | Џону Вајту Гирију, северњачком генералу из времена Грађанског рата који се борио углавном у Канзасу и Мисурију, а касније је постао територијални гувернер у Канзасу. | GE         | 27.947       | 995 km2   | [[Слика:Map of Kansas highlighting Geary County.svg\|150px\|alt={{{Alt\|Мапа државе са истакнутим округом Гири.\|Мапа државе са истакнутим округом Гири.]]                    |
| Округ Гоув       | 063            | Гоув Сити            | 1868         | неорганизоване територије                                                   | Гринвилу Л. Гоуву, капетану у 11. добровољачком коњичком пуку Канзаса током Грађанског рата.                                                                          | GO         | 3.068        | 2.776 km2 | [[Слика:Map of Kansas highlighting Gove County.svg\|150px\|alt={{{Alt\|Мапа државе са истакнутим округом Гоув.\|Мапа државе са истакнутим округом Гоув.]]                     |
| Округ Грејам     | 065            | Хил Сити             | 1867         | неорганизоване територије                                                   | Џону Л. Грејаму, северњачком капетану и хероју Грађанског рата. | GH         | 2.946        | 2.326 km2 | [[Слика:Map of Kansas highlighting Graham County.svg\|150px\|alt={{{Alt\|Мапа државе са истакнутим округом Грејам.\|Мапа државе са истакнутим округом Грејам.]]               |
| Округ Грант      | 067            | Јулисиз              | 1888         | округа Фини и Хамилтон                                                      | Јулисизу Симпсону Гранту, команданту северњачких снага током Грађанског рата и председнику Сједињених Држава                                                          | GT         | 7.909        | 1.489 km2 | [[Слика:Map of Kansas highlighting Grant County.svg\|150px\|alt={{{Alt\|Мапа државе са истакнутим округом Грант.\|Мапа државе са истакнутим округом Грант.]]                  |
| Округ Греј       | 069            | Симарон              | 1887         | округа Фини и Форд                                                          | Алфреду Греју, секретару пољопривреде Канзаса. | GY         | 5.904        | 2.251 km2 | [[Слика:Map of Kansas highlighting Gray County.svg\|150px\|alt={{{Alt\|Мапа државе са истакнутим округом Греј.\|Мапа државе са истакнутим округом Греј.]]                     |
| Округ Грили      | 071            | Трибјун              | 1873         | неорганизоване територије                                                   | Хорасу Грилију, издавачу Њујорк трибјуна и заговорнику укидања ропства.                                                                                               | GL         | 1.534        | 2.015 km2 | [[Слика:Map of Kansas highlighting Greeley County.svg\|150px\|alt={{{Alt\|Мапа државе са истакнутим округом Грили.\|Мапа државе са истакнутим округом Грили.]]                |
| Округ Гринвуд    | 073            | Јурика               | 1855         | Један од првобитних 36 округа.                                              | Алфреду Б. Гринвуду, члану Представничког дома из Арканзаса, и заговорнику државности Канзаса.                                                                        | GW         | 7.673        | 2.953 km2 | [[Слика:Map of Kansas highlighting Greenwood County.svg\|150px\|alt={{{Alt\|Мапа државе са истакнутим округом Гринвуд.\|Мапа државе са истакнутим округом Гринвуд.]]          |
| Округ Хамилтон   | 075            | Сиракјуз             | 1873         | неорганизоване територије                                                   | Александеру Хамилтону, првом Секретару трезора и једном од оснивача Сједињених Држава.                                                                                | HM         | 2.670        | 2.580 km2 | [[Слика:Map of Kansas highlighting Hamilton County.svg\|150px\|alt={{{Alt\|Мапа државе са истакнутим округом Хамилтон.\|Мапа државе са истакнутим округом Хамилтон.]]         |
| Округ Харпер     | 077            | Ентони               | 1867         | неорганизоване територије                                                   | Мериону Харперу, северњачком нареднику и хероју Грађанског рата. | HP         | 6.536        | 2.077 km2 | [[Слика:Map of Kansas highlighting Harper County.svg\|150px\|alt={{{Alt\|Мапа државе са истакнутим округом Харпер.\|Мапа државе са истакнутим округом Харпер.]]               |
| Округ Харви      | 079            | Њутон                | 1872         | округа Макферсон, Сеџвик и Рино                                             | Џејмсу М. Харвију, петом гувернеру Канзаса. | HV         | 32.869       | 1.396 km2 | [[Слика:Map of Kansas highlighting Harvey County.svg\|150px\|alt={{{Alt\|Мапа државе са истакнутим округом Харви.\|Мапа државе са истакнутим округом Харви.]]                 |
| Округ Хаскел     | 081            | Саблет               | 1887         | округа Фини и Форд                                                          | Дадлију Чејсу Хаскелу, члану Представничког дома из Канзаса. | HS         | 4.307        | 1.494 km2 | [[Слика:Map of Kansas highlighting Haskell County.svg\|150px\|alt={{{Alt\|Мапа државе са истакнутим округом Хаскел.\|Мапа државе са истакнутим округом Хаскел.]]              |
| Округ Хоџман     | 083            | Џетмор               | 1867         | неорганизоване територије (раније Округ Хагеман)                            | Ејмосу Хоџману, северњачком капетану и хероју Грађанског рата. | HG         | 2.085        | 2.227 km2 | [[Слика:Map of Kansas highlighting Hodgeman County.svg\|150px\|alt={{{Alt\|Мапа државе са истакнутим округом Хоџман.\|Мапа државе са истакнутим округом Хоџман.]]             |
| Округ Џексон     | 085            | Холтон               | 1855         | Један од првобитних 36 округа. (раније округ Калхун)                        | Ендруу Џексону, седмом председнику Сједињених Држава. | JA         | 12.657       | 1.702 km2 | [[Слика:Map of Kansas highlighting Jackson County.svg\|150px\|alt={{{Alt\|Мапа државе са истакнутим округом Џексон.\|Мапа државе са истакнутим округом Џексон.]]              |
| Округ Џеферсон   | 087            | Оскалуса             | 1855         | Један од првобитних 36 округа.                                              | Томасу Џеферсону, трећем председнику Сједињених Држава. | JF         | 18.426       | 1.388 km2 | [[Слика:Map of Kansas highlighting Jefferson County.svg\|150px\|alt={{{Alt\|Мапа државе са истакнутим округом Џеферсон.\|Мапа државе са истакнутим округом Џеферсон.]]        |
| Округ Џуел       | 089            | Манкејто             | 1867         | неорганизоване територије                                                   | Луису Р. Џуелу, северњачком пуковнику и хероју Грађанског рата. | JW         | 3.791        | 2.354 km2 | [[Слика:Map of Kansas highlighting Jewell County.svg\|150px\|alt={{{Alt\|Мапа државе са истакнутим округом Џуел.\|Мапа државе са истакнутим округом Џуел.]]                   |
| Округ Џонсон     | 091            | Олејте               | 1855         | Један од првобитних 36 округа.                                              | Томасу Џонсону, методистичком мисионару који је био један од првих насељеника у Канзасу.                                                                              | JO         | 506.562      | 1.235 km2 | [[Слика:Map of Kansas highlighting Johnson County.svg\|150px\|alt={{{Alt\|Мапа државе са истакнутим округом Џонсон.\|Мапа државе са истакнутим округом Џонсон.]]              |
| Округ Керни      | 093            | Лејкин               | 1887         | округа Фини и Хамилтон                                                      | Филипу Кернију, америчком генералу током Мексичко-америчког рата и Грађанског рата.                                                                                   | KE         | 4.531        | 2.253 km2 | [[Слика:Map of Kansas highlighting Kearny County.svg\|150px\|alt={{{Alt\|Мапа државе са истакнутим округом Керни.\|Мапа државе са истакнутим округом Керни.]]                 |
| Округ Кингман    | 095            | Кингман              | 1872         | округа Харпер и Рино                                                        | Самјуелу Кингману, главном судији Врховног суда Канзаса. | KM         | 8.673        | 2.238 km2 | [[Слика:Map of Kansas highlighting Kingman County.svg\|150px\|alt={{{Alt\|Мапа државе са истакнутим округом Кингман.\|Мапа државе са истакнутим округом Кингман.]]            |
| Округ Кајова     | 097            | Гринсбург            | 1886         | округа Команчи и Едвардс                                                    | домородачком племену Кајова, које је живело у овој области. | KW         | 3.278        | 1.870 km2 | [[Слика:Map of Kansas highlighting Kiowa County.svg\|150px\|alt={{{Alt\|Мапа државе са истакнутим округом Кајова.\|Мапа државе са истакнутим округом Кајова.]]                |
| Округ Лабет      | 099            | Освиго               | 1867         | округа Ниошо                                                                | Пјеру Лабету, француском траперу (ловцу на крзна), који је успоставио мирољубиве односе са локалним домороцима.                                                       | LB         | 22.835       | 1.681 km2 | [[Слика:Map of Kansas highlighting Labette County.svg\|150px\|alt={{{Alt\|Мапа државе са истакнутим округом Лабет.\|Мапа државе са истакнутим округом Лабет.]]                |
| Округ Лејн       | 101            | Дајтон               | 1873         | неорганизоване територије                                                   | Џејмсу Хенрију Лејну, сенатору из Канзаса и заговорнику укидања робовласништва у периоду „Крвавог Канзаса“.                                                           | LE         | 2.155        | 1.857 km2 | [[Слика:Map of Kansas highlighting Lane County.svg\|150px\|alt={{{Alt\|Мапа државе са истакнутим округом Лејн.\|Мапа државе са истакнутим округом Лејн.]]                     |
| Округ Левенворт  | 103            | Левенворт            | 1855         | Један од првобитних 36 округа.                                              | Хенрију Левенворту, генералу током Ратова са Индијанцима, који је подигао тврђаву у овој области.                                                                     | LV         | 68.691       | 1.199 km2 | [[Слика:Map of Kansas highlighting Leavenworth County.svg\|150px\|alt={{{Alt\|Мапа државе са истакнутим округом Левенворт.\|Мапа државе са истакнутим округом Левенворт.]]    |
| Округ Линколн    | 105            | Линколн              | 1867         | неорганизоване територије                                                   | Абрахаму Линколну, шеснаестом председнику Сједињених Држава. | LC         | 3.578        | 1.862 km2 | [[Слика:Map of Kansas highlighting Lincoln County.svg\|150px\|alt={{{Alt\|Мапа државе са истакнутим округом Линколн.\|Мапа државе са истакнутим округом Линколн.]]            |
| Округ Лин        | 107            | Маунд Сити           | 1855         | Један од првобитних 36 округа.                                              | Луису Филдсу Лину, сенатору из Кентакија, чија је породица касније учествовала у насељавању Канзаса.                                                                  | LN         | 9.570        | 1.551 km2 | [[Слика:Map of Kansas highlighting Linn County.svg\|150px\|alt={{{Alt\|Мапа државе са истакнутим округом Лин.\|Мапа државе са истакнутим округом Лин.]]                       |
| Округ Логан      | 109            | Оукли                | 1888         | округа Волас (ранији назив Округ Сент Џон)                                  | Џону Александеру Логану, чувеном северњачком генералу из времена Грађанског рата и сенатору из Илиноиса.                                                              | LG         | 3.046        | 2.779 km2 | [[Слика:Map of Kansas highlighting Logan County.svg\|150px\|alt={{{Alt\|Мапа државе са истакнутим округом Логан.\|Мапа државе са истакнутим округом Логан.]]                  |
| Округ Лајон      | 111            | Емпорија             | 1855         | Један од првобитних 36 округа. (раније Округ Брекенриџ)                     | Натанијелу Лајону, првом северњачком генералу који је погинуо у Грађанском рату.                                                                                      | LY         | 35.935       | 2.204 km2 | [[Слика:Map of Kansas highlighting Lyon County.svg\|150px\|alt={{{Alt\|Мапа државе са истакнутим округом Лајон.\|Мапа државе са истакнутим округом Лајон.]]                   |
| Округ Марион     | 115            | Марион               | 1860         | неорганизоване територије                                                   | Франсису Мариону, хероју Америчког рата за независност. | MN         | 13.361       | 2.442 km2 | [[Слика:Map of Kansas highlighting Marion County.svg\|150px\|alt={{{Alt\|Мапа државе са истакнутим округом Марион.\|Мапа државе са истакнутим округом Марион.]]               |
| Округ Маршал     | 117            | Мерисвил             | 1855         | Један од првобитних 36 округа.                                              | Френку Џ. Маршалу, државном представнику који је постао познат у локалним оквирима ко управљању првим трајектом преко реке Биг блу.                                   | MS         | 10.965       | 2.339 km2 | [[Слика:Map of Kansas highlighting Marshall County.svg\|150px\|alt={{{Alt\|Мапа државе са истакнутим округом Маршал.\|Мапа државе са истакнутим округом Маршал.]]             |
| Округ Макферсон  | 113            | Макферсон            | 1867         | неорганизоване територије                                                   | Џејмсу Бердсију Макферсону, чувеном северњачком генералу током Грађанског рата.                                                                                       | MP         | 29.554       | 2.331 km2 | [[Слика:Map of Kansas highlighting McPherson County.svg\|150px\|alt={{{Alt\|Мапа државе са истакнутим округом Макферсон.\|Мапа државе са истакнутим округом Макферсон.]]      |
| Округ Мид        | 119            | Мид                  | 1885         | округа Фини, Форд и Сјуард                                                  | Џорџу Гордону Миду, северњачком генералу током Грађанског рата, познатом по победи у бици код Гетисбурга                                                              | ME         | 4.631        | 2.533 km2 | [[Слика:Map of Kansas highlighting Meade County.svg\|150px\|alt={{{Alt\|Мапа државе са истакнутим округом Мид.\|Мапа државе са истакнутим округом Мид.]]                      |
| Округ Мајами     | 121            | Пејола               | 1855         | Један од првобитних 36 округа. (раније Лајкинс)                             | племену Мајами, које је живело у овој области. | MI         | 28.351       | 1.494 km2 | [[Слика:Map of Kansas highlighting Miami County.svg\|150px\|alt={{{Alt\|Мапа државе са истакнутим округом Мајами.\|Мапа државе са истакнутим округом Мајами.]]                |
| Округ Мичел      | 123            | Белојт               | 1867         | неорганизоване територије                                                   | Вилијаму Д. Мичелу, северњачком капетану и хероју Грађанског рата. | MC         | 6.932        | 1.813 km2 | [[Слика:Map of Kansas highlighting Mitchell County.svg\|150px\|alt={{{Alt\|Мапа државе са истакнутим округом Мичел.\|Мапа државе са истакнутим округом Мичел.]]               |
| Округ Монтгомери | 125            | Индепенденс          | 1867         | округа Вилсон                                                               | Ричарду Монтгомерију, хероју Рата за независност. | MG         | 36.252       | 1.671 km2 | [[Слика:Map of Kansas highlighting Montgomery County.svg\|150px\|alt={{{Alt\|Мапа државе са истакнутим округом Монтгомери.\|Мапа државе са истакнутим округом Монтгомери.]]   |
| Округ Морис      | 127            | Каунсил Гроув        | 1855         | Један од првобитних 36 округа. (раније Округ Вајз)                          | Томасу Морису, сенатору из Охаја, и заговорнику укидања робовласништва.                                                                                               | MR         | 6.104        | 1.805 km2 | [[Слика:Map of Kansas highlighting Morris County.svg\|150px\|alt={{{Alt\|Мапа државе са истакнутим округом Морис.\|Мапа државе са истакнутим округом Морис.]]                 |
| Округ Мортон     | 129            | Елкхарт              | 1886         | округа Сјуард                                                               | Оливијеу П. Мортону, Гувернеру Индијане и заговорнику укидања робовласништва.                                                                                         | MT         | 3.496        | 1.891 km2 | [[Слика:Map of Kansas highlighting Morton County.svg\|150px\|alt={{{Alt\|Мапа државе са истакнутим округом Мортон.\|Мапа државе са истакнутим округом Мортон.]]               |
| Округ Нимаха     | 131            | Сенека               | 1855         | Један од првобитних 36 округа. (раније округ Дорн)                          | реци Нимаха, која протиче кроз округ. | NM         | 10.717       | 1.862 km2 | [[Слика:Map of Kansas highlighting Nemaha County.svg\|150px\|alt={{{Alt\|Мапа државе са истакнутим округом Нимаха.\|Мапа државе са истакнутим округом Нимаха.]]               |
| Округ Ниошо      | 133            | Ири                  | 1855         | Један од првобитних 36 округа. (раније округ Дорн)                          | реци Ниошо, која протиче кроз округ. | NO         | 16.997       | 1.481 km2 | [[Слика:Map of Kansas highlighting Neosho County.svg\|150px\|alt={{{Alt\|Мапа државе са истакнутим округом Ниошо.\|Мапа државе са истакнутим округом Ниошо.]]                 |
| Округ Нес        | 135            | Нес Сити             | 1867         | неорганизоване територије                                                   | Нои В. Несу, каплару у 7. добровољачком коњичком пуку Канзаса током Грађанског рата.                                                                                  | NS         | 3.454        | 2.784 km2 | [[Слика:Map of Kansas highlighting Ness County.svg\|150px\|alt={{{Alt\|Мапа државе са истакнутим округом Нес.\|Мапа државе са истакнутим округом Нес.]]                       |
| Округ Нортон     | 137            | Нортон               | 1867         | неорганизоване територије (раније Билингс (1873-9)                          | Орлофу Нортону, северњачком капетану и хероју Грађанског рата. | NT         | 5.953        | 2.274 km2 | [[Слика:Map of Kansas highlighting Norton County.svg\|150px\|alt={{{Alt\|Мапа државе са истакнутим округом Нортон.\|Мапа државе са истакнутим округом Нортон.]]               |
| Округ Осејџ      | 139            | Линдон               | 1855         | Један од првобитних 36 округа. (раније округ Велер)                         | реци Осејџ, која протиче кроз округ. | OS         | 16.712       | 1.823 km2 | [[Слика:Map of Kansas highlighting Osage County.svg\|150px\|alt={{{Alt\|Мапа државе са истакнутим округом Осејџ.\|Мапа државе са истакнутим округом Осејџ.]]                  |
| Округ Озборн     | 141            | Озборн               | 1867         | неорганизоване територије                                                   | Винсенту Б. Озборну, северњачком војнику и хероју Грађанског рата. | OB         | 4.452        | 2.313 km2 | [[Слика:Map of Kansas highlighting Osborne County.svg\|150px\|alt={{{Alt\|Мапа државе са истакнутим округом Озборн.\|Мапа државе са истакнутим округом Озборн.]]              |
| Округ Отава      | 143            | Минеаполис           | 1860         | неорганизоване територије                                                   | домородачком племену Отава, које је живело у овој области. | OT         | 6.163        | 1.867 km2 | [[Слика:Map of Kansas highlighting Ottawa County.svg\|150px\|alt={{{Alt\|Мапа државе са истакнутим округом Отава.\|Мапа државе са истакнутим округом Отава.]]                 |
| Округ Пони       | 145            | Ларнед               | 1867         | неорганизоване територије                                                   | домородачком племену Пони, које је живело у овој области. | PN         | 7.233        | 1.953 km2 | [[Слика:Map of Kansas highlighting Pawnee County.svg\|150px\|alt={{{Alt\|Мапа државе са истакнутим округом Пони.\|Мапа државе са истакнутим округом Пони.]]                   |
| Округ Филипс     | 147            | Филипсбург           | 1867         | неорганизоване територије                                                   | Вилијаму Филипсу, политичару који се залагао за формирање округа, и касније члану Представничког дома.                                                                | PL         | 6.001        | 2.295 km2 | [[Слика:Map of Kansas highlighting Phillips County.svg\|150px\|alt={{{Alt\|Мапа државе са истакнутим округом Филипс.\|Мапа државе са истакнутим округом Филипс.]]             |
| Округ Потавотоми | 149            | Вестморланд          | 1857         | округа Калхун и Рајли                                                       | домородачком племену Потавотоми, које је живело у овој области. | PT         | 18.209       | 2.186 km2 | [[Слика:Map of Kansas highlighting Pottawatomie County.svg\|150px\|alt={{{Alt\|Мапа државе са истакнутим округом Потавотоми.\|Мапа државе са истакнутим округом Потавотоми.]] |
| Округ Прат       | 151            | Прат                 | 1867         | неорганизоване територије                                                   | Кејлебу Прату, северњачком поручнику и хероју Грађанског рата. | PR         | 9.647        | 1.904 km2 | [[Слика:Map of Kansas highlighting Pratt County.svg\|150px\|alt={{{Alt\|Мапа државе са истакнутим округом Прат.\|Мапа државе са истакнутим округом Прат.]]                    |
| Округ Ролинс     | 153            | Атвуд                | 1873         | неорганизоване територије                                                   | Џону Арону Ролинсу, чувеном северњачком генералу током Грађанског рата.                                                                                               | RA         | 2.966        | 2.771 km2 | [[Слика:Map of Kansas highlighting Rawlins County.svg\|150px\|alt={{{Alt\|Мапа државе са истакнутим округом Ролинс.\|Мапа државе са истакнутим округом Ролинс.]]              |
| Округ Рино       | 155            | Хачинсон             | 1867         | неорганизоване територије                                                   | Џесију Л. Рину, чувеном северњачком генералу током Грађанског рата.                                                                                                   | RN         | 64.790       | 3.248 km2 | [[Слика:Map of Kansas highlighting Reno County.svg\|150px\|alt={{{Alt\|Мапа државе са истакнутим округом Рино.\|Мапа државе са истакнутим округом Рино.]]                     |
| Округ Репаблик   | 157            | Белвил               | 1868         | округа Вашингтон                                                            | реци Репабликан, која протиче кроз округ. | RP         | 5.835        | 1.854 km2 | [[Слика:Map of Kansas highlighting Republic County.svg\|150px\|alt={{{Alt\|Мапа државе са истакнутим округом Репаблик.\|Мапа државе са истакнутим округом Репаблик.]]         |
| Округ Рајс       | 159            | Лајонс               | 1867         | неорганизоване територије                                                   | Самјуелу А. Рајсу, чувеном северњачком генералу током грађанског рата.                                                                                                | RC         | 10.761       | 1.883 km2 | [[Слика:Map of Kansas highlighting Rice County.svg\|150px\|alt={{{Alt\|Мапа државе са истакнутим округом Рајс.\|Мапа државе са истакнутим округом Рајс.]]                     |
| Округ Рајли      | 161            | Менхетн              | 1855         | Један од првобитних 36 округа.                                              | Бенету Рајлију, хероју Мексичко-америчког рата. | RL         | 62.843       | 1.580 km2 | [[Слика:Map of Kansas highlighting Riley County.svg\|150px\|alt={{{Alt\|Мапа државе са истакнутим округом Рајли.\|Мапа државе са истакнутим округом Рајли.]]                  |
| Округ Рукс       | 163            | Стоктон              | 1867         | неорганизоване територије                                                   | Џону Руксу, редову 11. добровољачког коњичког пука Канзаса током Грађанског рата                                                                                      | RO         | 5.685        | 2.300 km2 | [[Слика:Map of Kansas highlighting Rooks County.svg\|150px\|alt={{{Alt\|Мапа државе са истакнутим округом Рукс.\|Мапа државе са истакнутим округом Рукс.]]                    |
| Округ Раш        | 165            | Лакрос               | 1867         | неорганизоване територије                                                   | Александеру Рашу, северњачком капетану и хероју Грађанског рата. | RH         | 3.551        | 1.860 km2 | [[Слика:Map of Kansas highlighting Rush County.svg\|150px\|alt={{{Alt\|Мапа државе са истакнутим округом Раш.\|Мапа државе са истакнутим округом Раш.]]                       |
| Округ Расел      | 167            | Расел                | 1867         | неорганизоване територије                                                   | Алви П. Раселу, северњачком капетану и хероју Грађанског рата. | RS         | 7.370        | 2.292 km2 | [[Слика:Map of Kansas highlighting Russell County.svg\|150px\|alt={{{Alt\|Мапа државе са истакнутим округом Расел.\|Мапа државе са истакнутим округом Расел.]]                |
| Округ Салин      | 169            | Салајна              | 1860         | неорганизоване територије                                                   | реци Салин, која протиче кроз округ. | SA         | 53.597       | 1.865 km2 | [[Слика:Map of Kansas highlighting Saline County.svg\|150px\|alt={{{Alt\|Мапа државе са истакнутим округом Салин.\|Мапа државе са истакнутим округом Салин.]]                 |
| Округ Скот       | 171            | Скот Сити            | 1873         | неорганизоване територије                                                   | Винфилду Скоту, хероју из Мексичко-америчког рата и неуспешном председничком кандидату                                                                                | SC         | 5.120        | 1.860 km2 | [[Слика:Map of Kansas highlighting Scott County.svg\|150px\|alt={{{Alt\|Мапа државе са истакнутим округом Скот.\|Мапа државе са истакнутим округом Скот.]]                    |
| Округ Сеџвик     | 173            | Вичита               | 1867         | округа Батлер                                                               | Џону Сеџвику, генералу највишег чина у војсци Уније, који је погинуо у Грађанском рату.                                                                               | SG         | 452.869      | 2.590 km2 | [[Слика:Map of Kansas highlighting Sedgwick County.svg\|150px\|alt={{{Alt\|Мапа државе са истакнутим округом Сеџвик.\|Мапа државе са истакнутим округом Сеџвик.]]             |
| Округ Сјуард     | 175            | Либерал              | 1873         | неорганизоване територије                                                   | Вилијаму Хенрију Сјуарду, Државном секретару Сједињених Држава. | SW         | 22.510       | 1.658 km2 | [[Слика:Map of Kansas highlighting Seward County.svg\|150px\|alt={{{Alt\|Мапа државе са истакнутим округом Сјуард.\|Мапа државе са истакнутим округом Сјуард.]]               |
| Округ Шони       | 177            | Топика               | 1855         | Један од првобитних 36 округа.                                              | индијанском племену Шони, које је живело у овој области. | SN         | 169.871      | 1.424 km2 | [[Слика:Map of Kansas highlighting Shawnee County.svg\|150px\|alt={{{Alt\|Мапа државе са истакнутим округом Шони.\|Мапа државе са истакнутим округом Шони.]]                  |
| Округ Шеридан    | 179            | Хокси                | 1873         | неорганизоване територије                                                   | Филипу Хенрију Шеридану, познатом генералу војске Уније током Грађанског рата.                                                                                        | SD         | 2.813        | 2.321 km2 | [[Слика:Map of Kansas highlighting Sheridan County.svg\|150px\|alt={{{Alt\|Мапа државе са истакнутим округом Шеридан.\|Мапа државе са истакнутим округом Шеридан.]]           |
| Округ Шерман     | 181            | Гудланд              | 1873         | неорганизоване територије                                                   | Вилијаму Текамсију Шерману, чувеном генералу из Грађанског рата, познатом по својој тактици спржене земље.                                                            | SH         | 6.760        | 2.735 km2 | [[Слика:Map of Kansas highlighting Sherman County.svg\|150px\|alt={{{Alt\|Мапа државе са истакнутим округом Шерман.\|Мапа државе са истакнутим округом Шерман.]]              |
| Округ Смит       | 183            | Смит Сентер          | 1867         | неорганизоване територије                                                   | Џ. Нелсону Смиту, мајору војске Уније и хероју Грађанског рата. | SM         | 4.536        | 2.321 km2 | [[Слика:Map of Kansas highlighting Smith County.svg\|150px\|alt={{{Alt\|Мапа државе са истакнутим округом Смит.\|Мапа државе са истакнутим округом Смит.]]                    |
| Округ Стафорд    | 185            | Сент Џон             | 1867         | неорганизоване територије                                                   | Луису Стафорду, капетану војске Уније и хероју Грађанског рата. | SF         | 4.789        | 2.051 km2 | [[Слика:Map of Kansas highlighting Stafford County.svg\|150px\|alt={{{Alt\|Мапа државе са истакнутим округом Стафорд.\|Мапа државе са истакнутим округом Стафорд.]]           |
| Округ Стантон    | 187            | Џонсон Сити          | 1887         | округа Хамилтон                                                             | Едвину Макмастерсу Стантону, Секретару рата Сједињених Држава током Грађанског рата.                                                                                  | ST         | 2.406        | 1.761 km2 | [[Слика:Map of Kansas highlighting Stanton County.svg\|150px\|alt={{{Alt\|Мапа државе са истакнутим округом Стантон.\|Мапа државе са истакнутим округом Стантон.]]            |
| Округ Стивенс    | 189            | Хјуготон             | 1886         | округа Сјуард                                                               | Тадијусу Стивенсу, члану Представничког дома из Пенсилваније, који је био вођа политике Реконструкције.                                                               | SV         | 5.463        | 1.886 km2 | [[Слика:Map of Kansas highlighting Stevens County.svg\|150px\|alt={{{Alt\|Мапа државе са истакнутим округом Стивенс.\|Мапа државе са истакнутим округом Стивенс.]]            |
| Округ Самнер     | 191            | Велингтон            | 1867         | округа Батлер                                                               | Чарлсу Самнеру, сенатору из Масачусетса, који је био вођа политике Реконструкције.                                                                                    | SU         | 25.946       | 3.061 km2 | [[Слика:Map of Kansas highlighting Sumner County.svg\|150px\|alt={{{Alt\|Мапа државе са истакнутим округом Самнер.\|Мапа државе са истакнутим округом Самнер.]]               |
| Округ Томас      | 193            | Колби                | 1873         | неорганизоване територије                                                   | Џорџу Хенрију Томасу, чувеном северњачком генералу током Грађанског рата.                                                                                             | TH         | 8.180        | 2.784 km2 | [[Слика:Map of Kansas highlighting Thomas County.svg\|150px\|alt={{{Alt\|Мапа државе са истакнутим округом Томас.\|Мапа државе са истакнутим округом Томас.]]                 |
| Округ Триго      | 195            | Вокини               | 1867         | неорганизоване територије                                                   | Едгару П. Тригу, северњачком капетану и хероју Грађанског рата. | TR         | 3.319        | 2.300 km2 | [[Слика:Map of Kansas highlighting Trego County.svg\|150px\|alt={{{Alt\|Мапа државе са истакнутим округом Триго.\|Мапа државе са истакнутим округом Триго.]]                  |
| Округ Вобанси    | 197            | Алма                 | 1855         | Један од првобитних 36 округа. (раније Округ Ричардсон)                     | Поглавици Вобанси, вођи племена Потавотоми. | WB         | 6.885        | 2.067 km2 | [[Слика:Map of Kansas highlighting Wabaunsee County.svg\|150px\|alt={{{Alt\|Мапа државе са истакнутим округом Вобанси.\|Мапа државе са истакнутим округом Вобанси.]]          |
| Округ Волас      | 199            | Шерон Спрингс        | 1868         | неорганизоване територије                                                   | В. Х. Л. Воласу, чувеном северњачком генералу из времена Грађанског рата.                                                                                             | WA         | 1.749        | 2.367 km2 | [[Слика:Map of Kansas highlighting Wallace County.svg\|150px\|alt={{{Alt\|Мапа државе са истакнутим округом Волас.\|Мапа државе са истакнутим округом Волас.]]                |
| Округ Вашингтон  | 201            | Вашингтон            | 1857         | неорганизоване територије                                                   | Џорџу Вашингтону, првом председнику Сједињених Држава. | WS         | 6.483        | 2.326 km2 | [[Слика:Map of Kansas highlighting Washington County.svg\|150px\|alt={{{Alt\|Мапа државе са истакнутим округом Вашингтон.\|Мапа државе са истакнутим округом Вашингтон.]]     |
| Округ Вичита     | 203            | Лиота                | 1873         | неорганизоване територије                                                   | Племену Вичита, које је живело у овој области. | WH         | 2.531        | 1.862 km2 | [[Слика:Map of Kansas highlighting Wichita County.svg\|150px\|alt={{{Alt\|Мапа државе са истакнутим округом Вичита.\|Мапа државе са истакнутим округом Вичита.]]              |
| Округ Вилсон     | 205            | Фридонија            | 1855         | Један од првобитних 36 округа.                                              | Хироу Т. Вилсону, северњачком пуковнику и хероју Грађанског рата. | WL         | 10.332       | 1.487 km2 | [[Слика:Map of Kansas highlighting Wilson County.svg\|150px\|alt={{{Alt\|Мапа државе са истакнутим округом Вилсон.\|Мапа државе са истакнутим округом Вилсон.]]               |
| Округ Вудсон     | 207            | Јејтс Сентер         | 1855         | Један од првобитних 36 округа.                                              | Данијелу Вудсону, петоструком вршиоцу дужности гувернера Територије Канзас.                                                                                           | WO         | 3.788        | 1.298 km2 | [[Слика:Map of Kansas highlighting Woodson County.svg\|150px\|alt={{{Alt\|Мапа државе са истакнутим округом Вудсон.\|Мапа државе са истакнутим округом Вудсон.]]              |
| Округ Вајандот   | 209            | Канзас Сити          | 1859         | округа Левенворт и Џонсон                                                   | Племену Вајандот, које је живело у овој области. | WY         | 157.882      | 391 km2   | [[Слика:Map of Kansas highlighting Wyandotte County.svg\|150px\|alt={{{Alt\|Мапа државе са истакнутим округом Вајандот.\|Мапа државе са истакнутим округом Вајандот.]]        |

## Бивши окрузи у Канзасу
| Округ     | Назив на енглеском | Датуми    | Напомене                                                                               | Извор  |
| --------- | ------------------ | --------- | -------------------------------------------------------------------------------------- | ------ |
| Вашингтон |                    | 1855–1857 | Један од првобитних 36 округа.                                                         | [ 8 ]  |
| Сјуард    |                    | 1855-67   | Један од првобитних 36 округа. Раније део Годфроја. Утопљен у округе Гринвуд и Хауард. | [ 9 ]  |
| Хантер    |                    | 1855-64   | Један од првобитних 36 округа. Припојен округу Батлер.                                 | [ 10 ] |
| Ирвинг    |                    | 1860-4    | Формиран из округа Хантер. Припојен округу Батлер                                      | [ 11 ] |
| Отоу      |                    | 1860-4    | Формиран из неорганизоване територије и припојен округу Батлер.                        | [ 12 ] |
| Ширли     |                    | 1860-5    | Формиран из неорганизоване територије и припојен округу Вашингтон.                     | [ 13 ] |
| Пекетон   |                    | 1860-5    | Формиран из неорганизоване територије и поново постао део неорганизоване територије.   | [ 14 ] |
| Медисон   |                    | 1855-61   | Један од првобитних 36 округа. Припојен окрузима Брекенриџ и Гринвуд.                  | [ 15 ] |
| Хауард    |                    | 1867-75   | Формиран из округа Сјуард и Батлер. Припојен окрузима Шатоква и Елк.                   | [ 16 ] |
| Арапахо   |                    | 1873-83   | Формиран из неорганизоване територије. Припојен округу Фини.                           | [ 17 ] |
| Бафало    |                    | 1873-81   | Формиарн из неорганизоване територије. Припојен округу Греј.                           | [ 18 ] |
| Канзас    |                    | 1873-83   | Формиран из неорганизоване територије. Припојен округу Сјуард.                         | [ 19 ] |
| Секвоја   |                    | 1873-83   | Формиран из неорганизоване територије. Припојен округу Фини.                           | [ 20 ] |
| Гарфилд   |                    | 1887-93   | Настао из округа Фини и Хоџман а постао део округа Фини.                               | [ 21 ] |
| Билингс   |                    | 1873–1874 | Настао из округа Нортон и поново постао део округа Нортон.                             | [ 22 ] |